# 핫토리 토미코

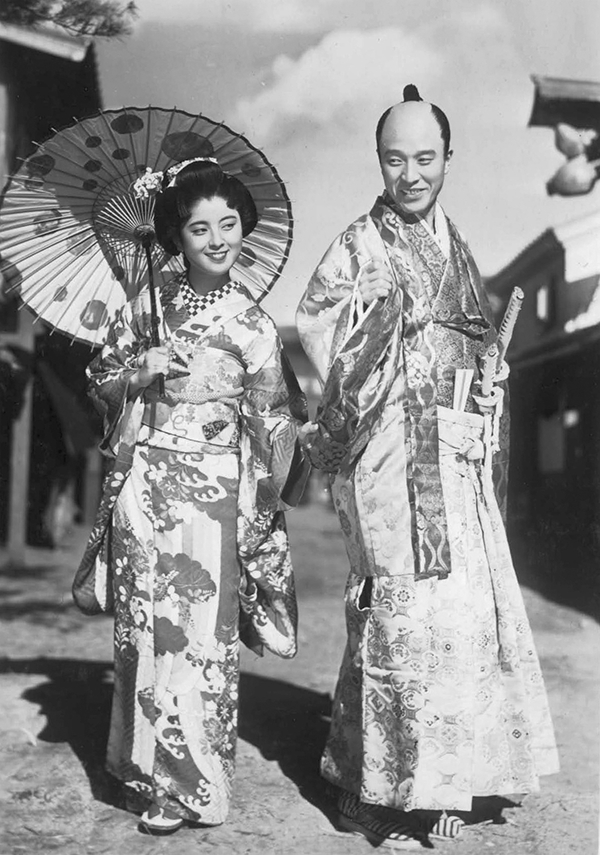
영화 『원앙새 노래대항전(鴛鴦歌合戦)』 (1939년)에서의 핫토리 토미코 (왼쪽). 오른쪽은 테이치쿠의 동료 딕 미네

핫토리 토미코(일본어: 服部 富子 はっとり とみこ[*], 1917년 4월 6일 - 1981년 5월 17일)는 쇼와 시기의 가수이다. 작사가 핫토리 료이치의 동생이다. 핫토리 카츠히사는 조카, 핫토리 타카유키는 조카손자이다. 다카라즈카 가극단 21기생으로, 재단 시절의 예명은 미즈마 후미코 (水間 扶美子)이다.

## 약력ㆍ인물
오사카 출신이다. 다카라즈카 가극단에 소속되어 있었지만, 가수로 전향했다. 1938년 (쇼와 13년), 테이치쿠 레코드에서 데뷔했다.
그 해, 「満州娘」가 대박을 터뜨렸다. 이 곡은 만주에서 생활하던 작사가 이시마츠 아키지가 작사했다. 다른 히트곡으로는 「晩香花の咲く頃」「北京娘」「父さん星」「흥아행진곡(興亜行進曲)」「小鳥娘」「나는 특급 기관사로(僕は特急の機関士で)」 등의 히트곡이 있다. 배우로도 활약했으며, 일활영화 「원앙새 노래대항전(鴛鴦歌合戦)」、토호 영화 「시나의 밤(支那の夜)」「손오공(孫悟空)」 등에도 출연했다.
전쟁 후에는 경식당을 운영했다. 만년에는 이바라키현 후루카와시에서 살았다. 쇼와 40년대에는 TV도쿄 가요프로그램 「그리운 노랫소리(なつかしの歌声)」에 출연해, 왕년의 노랫소리를 들려주었다.
1981년 (쇼와 56년) 5월 17일, 간경화로 향년 64세의 나이로 사망했다. 장례식 상주는 오빠인 핫토리 료이치가 맡았다. 츠키지혼간지 와다보리 묘소에 오빠와 함께 잠들어 있다.

## NHK 홍백가합전 출연 이력
| 년도               | 회 | 곡명        | 대전 상대   |
| ------------------ | -- | ----------- | ----------- |
| 1953년 (쇼와 28년) | 4  | 아리랑 룸바 | 마키 후지오 |